# 茅部郡
- 令制国一覧 > 北海道 (令制) > 渡島国 > 茅部郡
- 日本 > 北海道 > 渡島総合振興局 > 茅部郡

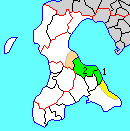
北海道茅部郡の位置（1.鹿部町 2.森町 黄：明治期）

茅部郡（かやべぐん）は、北海道（渡島国）渡島総合振興局の郡。
人口16,867人、面積479.42km²、人口密度35.2人/km²。（2025年6月30日、住民基本台帳人口）
以下の2町を含む。
- 鹿部町（しかべちょう）
- 森町（もりまち）

## 郡域
1879年（明治12年）に行政区画として発足した当時の郡域は、上記2町のほか、以下の区域にあたる。
- 函館市の一部（岩戸町・双見町・大船町・豊崎町・臼尻町・安浦町・川汲町・尾札部町・木直町・古部町）
- 二海郡八雲町の一部（野田追川以東）

## 歴史

### 郡発足までの沿革
江戸時代の茅部郡域には、松前藩によって小安場所（現・函館市戸井小安地区周辺）・戸井場所（現・函館市戸井地区周辺）・尻岸内場所（現・函館市恵山地区周辺）・尾札部場所（函館市南茅部地区周辺）・茅部場所・野田追場所（旧落部村、現二海郡八雲町野田生周辺）以上、箱館六ヶ場所が開かれ、陸上交通は茅部峠を経て亀田郡の箱館から道東や千島国方面に至る道が通じていた。寛政12年には郡域最北端の野田追まで和人地となっていた。
当初松前藩領となっていたが、江戸時代後期の文化4年、茅部郡域を含む渡島国域が天領とされた。文政4年いったん松前藩領に復したが、安政2年、茅部郡域は再び天領とされ南部藩が砂原に陣屋（分屯所）を築き警固をおこなった。安政3年には茅部峠よりも距離の短い藤山 - 軍川間の軍川新道が開削されている。この他、安政年間には森に一妙寺が建立されている。
箱館戦争の際、鷲ノ木に旧幕府軍約3,000名が上陸した。戊辰戦争（箱館戦争）終結直後の1869年、大宝律令の国郡里制を踏襲して茅部郡が置かれた。茅部郡成立当時、現在の函館市東部（旧・戸井町、恵山町、椴法華村の各全域）と現在の二海郡八雲町南西部（野田生・由追・沼尻の各地区全域）も含まれた。

### 郡発足以降の沿革

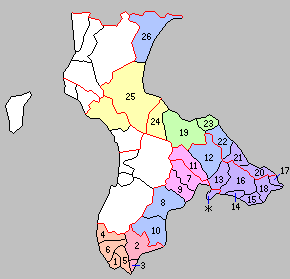
北海道一・二級町村制施行時の茅部郡の町村（19.森村 20.尾札部村 21.臼尻村 22.鹿部村 23.砂原村 24.落部村 紫：函館市 緑：森町 黄：二海郡八雲町 青：区域が発足時と同じ町村）

- 明治2年8月15日（1869年9月20日） - 北海道で国郡里制が施行され、渡島国および茅部郡が設置される。開拓使が管轄。
- 明治5年
  - 4月9日（1872年5月15日） - 全国一律に戸長・副戸長を設置（大区小区制）。
  - 10月10日（1872年11月10日） - 4月に設置された区を大区と改称し、その下に旧来の町村をいくつかまとめて小区を設置（大区小区制）。
- 明治9年（1876年）9月 - 従来開拓使において随意定めた大小区画を廃し、新たに全道を30の大区に分ち、大区の下に166の小区を設けた。

- 第18大区
  - 1小区 ： 小安村、戸井村、尻岸内村、椴法華村
  - 2小区 ： 尾札部村、臼尻村、熊泊村、鹿部村、砂原村、掛澗村
  - 3小区 ： 森村、尾白内村、鷲ノ木村、蛯谷村、石倉村、落部村、宿野辺村

- 明治12年（1879年）7月23日 - 郡区町村編制法の北海道での施行により、行政区画としての茅部郡が発足。
- 明治13年（1880年）1月 - 茅部山越郡役所の管轄となる。
- 明治14年（1881年）
  - 7月 - 戸井村・小安村・尻岸内村・椴法華村の所属郡が亀田郡に変更。
  - 落部村の一部（野田追・由追・沼尻の各地区）が胆振国山越郡山越内村に編入。
- 明治15年（1882年）2月8日 - 廃使置県により函館県の管轄となる。
- 明治19年（1886年）
  - 1月26日 - 廃県置庁により北海道庁函館支庁の管轄となる。
  - 12月 - 函館支庁が廃止。
- 明治21年（1888年）3月 - 亀田郡外三郡役所（亀田上磯茅部山越郡役所）の管轄となる。
- 明治30年（1897年）11月5日 - 郡役所が廃止され、亀田支庁の管轄となる。
- 明治32年（1899年）10月1日 - 亀田支庁が移転・改称して函館支庁となる。
- 明治35年（1902年）4月1日 - 北海道二級町村制の施行により、尾白内村、宿野辺村、森村、鷲ノ木村、蛯谷村、石倉村の区域をもって森村（二級村）が発足。（1村）
- 明治39年（1906年）4月1日 - 北海道二級町村制の施行により、以下の町村が発足。（5村）
  - 尾札部村（二級村、単独村制、現・函館市）
  - 臼尻村（二級村） ← 臼尻村、熊泊村（現・函館市）
  - 鹿部村（二級村、単独村制、現・鹿部町）
  - 砂原村（二級村） ← 砂原村、掛澗村（現・森町）
- 明治40年（1907年）4月1日 - 森村が北海道一級町村制を施行。
- 大正4年（1915年）4月1日 - 北海道二級町村制の施行により、落部村（二級村、単独村制）が発足。（6村）
- 大正10年（1921年）1月1日 - 森村が町制施行して森町（一級町）となる。（1町5村）
- 大正11年（1922年）8月17日 - 函館支庁が改称して渡島支庁となる。
- 昭和18年（1943年）6月1日 - 北海道一・二級町村制が廃止され、北海道で町村制を施行。二級町村は指定町村となる。
- 昭和21年（1946年）10月5日 - 指定町村を廃止。
- 昭和22年（1947年）5月3日 - 地方自治法の施行により北海道渡島支庁の管轄となる。
- 昭和32年（1957年）4月1日 - 落部村が山越郡八雲町に編入。（1町4村）
- 昭和34年（1959年）
  - 5月1日 - 尾札部村・臼尻村が合併して南茅部村が発足。（1町3村）
  - 9月1日 - 南茅部村が町制施行して南茅部町となる。（2町2村）
- 昭和45年（1970年）9月1日 - 砂原村が町制施行して砂原町となる。（3町1村）
- 昭和58年（1983年）12月1日 - 鹿部村が町制施行して鹿部町となる。（4町）
- 平成16年（2004年）12月1日 - 南茅部町が函館市に編入。（3町）
- 平成17年（2005年）4月1日 - 森町・砂原町が合併し、改めて森町が発足。（2町）
- 平成22年（2010年）4月1日 - 渡島支庁が廃止され、渡島総合振興局の管轄となる。